# Léon Ier de Kakhétie
Léon ou Lévan Ier de Kakhétie (en géorgien : ლევანი I, Levan I ; 1505–1574) est un roi de Kakhétie de la dynastie des Bagrations ayant régné de 1520 à 1574.

## Biographie
Fils unique et héritier du roi Georges Ier de Kakhétie, il est trop jeune lors de la capture de son père pour revendiquer le trône. Pendant que la Kakhétie est annexée par le roi de Karthli David X, le jeune Léon se réfugie chez des nobles fidèles.
En 1518, Léon met à profit l’invasion du Karthli par les troupes du Chah séfévide pour se déclarer prétendant au trône de son père. Deux ans plus tard, il défait le roi David X de Karthli et oblige ce dernier à reconnaître ses droits héréditaires à la couronne.
Pendant tout son long règne de plus d’un demi-siècle, Léon Ier met en œuvre une politique de soumission envers le pouvoir séfévide de Perse, ce qui lui permet, contre le paiement d'un tribut, de protéger son royaume de l’invasion et de maintenir un certain degré de prospérité. C’est ainsi qu’il rend hommage à Chah Ismail Ier et à son successeur Chah Tahmasp Ier, dont il est un vassal fidèle. Il noue également des liens amicaux avec le Shamkhal de  Tarku, prince musulman du Daghestan, dont il a épousé une fille en secondes noces. En 1551/1555, il participe comme auxiliaire de l’armée perse à la campagne de soumission du Caucase du sud.
Selon les termes de la Paix d'Amasya conclue entre le Chah de Perse et l’Empire ottoman en 1555, la Kakhétie, comme l'ensemble de la Géorgie orientale, est incluse dans la sphère d’influence perse. Léon Ier est contraint d’envoyer comme otage en Iran son second fils, le prince Jessé ; ce dernier se convertit à l’islam sous le nom d’« Isa Khan Gordji » (i.e. Isa Khan « le Géorgien ») et devient gouverneur de Shaki. Léon Ier refuse en 1559 de soutenir son gendre le roi Simon Ier de Karthli dans le combat que mène ce dernier contre son propre frère Daud Khan, protégé du Chah.
Léon Ier tente néanmoins de poursuivre la politique de rapprochement militaire avec la Russie initiée par son grand-père Alexandre Ier de Kakhétie. En 1563, il envoie une ambassade auprès du grand-duc  et tsar Ivan IV de Russie à Moscou et obtient la présence d’un contingent russe en Kakhétie. La pression perse l’oblige rapidement à renoncer à cette alliance et à demander le départ de la troupe russe de son pays.
Le règne pacifique de Léon Ier en Kakhétie est également propice au développement culturel et artistique, notamment dans le cadre de l’ensemble de Gremi qui est à cette époque la capitale de la Kakhétie.
Le règne de Léon Ier s’achève toutefois dans la confusion : il est tué en 1574 par son fils aîné, le futur roi Alexandre II de Kakhétie, qui craignait qu’il assure sa succession à un de ses fils nés de son second mariage.

## Unions et descendance
1. Tinitina, fille de Mamia II Gurieli, prince de Gourie, dont il divorce en 1529 :
  - Alexandre II ;
  - Jessé, otage en Iran, devenu musulman sous le nom de « Isa Khan Gordji », gouverneur de Shaki de 1558 à 1580 ;
  - Georges, tué lors de la bataille de Tzikhé-Didi en 1561 ;
  - Nikolaoz V, Catholicos-Patriarche de Géorgie de 1584 à sa mort en 1591 ;
2. une fille de Kamal Kara-Musel, prince de Tarku au Daghestan :
  - El Mirza, mort en 1580 ;
  - Vakhtang, mort avant 1575 ;
  - Khosrow, mort après 1574 ;
  - Nestan-Darejan, qui épouse en 1559 Simon Ier de Karthli.

## Sources
- Nodar Assatiani et Alexandre Bendianachvili, Histoire de la Géorgie, Paris, l'Harmattan, 1997, 335 p. [détail des éditions] (ISBN 2-7384-6186-7, présentation en ligne), p. 180-81.
- Cyrille Toumanoff, Les dynasties de la Caucasie chrétienne de l'Antiquité jusqu'au XIXe siècle : Tables généalogiques et chronologiques, Rome, 1990, p. 161-162.
- Marie-Félicité Brosset, Histoire de la Géorgie, tome II : Histoire moderne de la Géorgie, réédition Adamant Media Corporation  (ISBN 0543944808), p. 150-154.